# Liponeura decampsi
Liponeura decampsi är en tvåvingeart som beskrevs av Giudicelli och Lavandier 1975. Liponeura decampsi ingår i släktet Liponeura och familjen Blephariceridae. Inga underarter finns listade i Catalogue of Life.